# Welsh Open
Il Welsh Open è stato un torneo di tennis giocato sull'erba. Ha fatto parte del Grand Prix dal 1970 al 1973. Si è giocato a Newport in Gran Bretagna su campi in erba. La prima edizione risale al 1888. Prima dell'era Open era conosciuto come Welsh Championships. Dal 1971 al 1973 era conosciuto anche come Green Shield Welsh Championships per motivi di sponsorizzazione.

## Albo d'oro

### Singolare maschile
| Anno | Vincitore     | Finalista    | Punteggio |
| ---- | ------------- | ------------ | --------- |
| 1971 | Ken Rosewall  | Roger Taylor | 6–1, 9–7  |
| 1972 | Non disputato |              |           |
| 1973 | Roger Taylor  | Bob Giltinan | 9–8, 8–6  |

### Doppio maschile
| Anno      | Vincitori                 | Finalisti               | Punteggio     |
| --------- | ------------------------- | ----------------------- | ------------- |
| 1971      | Ken Rosewall Roger Taylor | John Clifton John Paish | 7–5, 3–6, 6–2 |
| 1972-1973 | Non disputato             |                         |               |

### Singolare femminile
| Anno | Campionessa   | Finalista          | Punteggio      |
| ---- | ------------- | ------------------ | -------------- |
| 1971 | Virginia Wade | Judy Tegart-Dalton | 6–3, 6–4       |
| 1972 | Kerry Reid    | Virginia Wade      | 7–5, 6–2       |
| 1973 | Julie Heldman | Dianne Fromholtz   | 1–6, 6–1, 11–9 |

### Doppio femminile
| Anno | Campionesse                                                    | Finalista                                  | Punteggio        |
| ---- | -------------------------------------------------------------- | ------------------------------------------ | ---------------- |
| 1971 | Helen Gourlay-Cawley Kerry Harris                              | Gail Sherriff Chanfreau Lovera Winnie Shaw | 6–3, 8–6         |
| 1972 | Judy Tegart Betty Stöve                                        | Kerry Harris Kerry Reid                    | 7–5, 6–4         |
| 1973 | Patti Hogan Sharon Walsh contro Dianne Fromholtz Julie Heldman |                                            | Titolo condiviso |